# Einmal (Buch)
Einmal (englisch: Once) ist ein 2005 erschienenes Kinderbuch von Morris Gleitzman, das 2009 von Uwe-Michael Gutzschhahn ins Deutsche übersetzt wurde. Das Buch erzählt unter dem Motto „Für all die Kinder, deren Geschichten nie erzählt wurden“ über das Leben im Jahr 1942 in Polen während der Zeit des Nationalsozialismus. Es ist das erste Buch um Felix und Zelda, das 2009 mit Then fortgesetzt wurde, welches mit dem Children’s Book Council of Australia Book of the Year Award: Younger Readers ausgezeichnet wurde.

## Handlung
1942 lebt der neunjährige Felix seit über drei Jahren in einem katholischen Waisenhaus in den Bergen Polens, in dem ihn seine Eltern, jüdische Buchhändler, zum Schutz vor der Judenverfolgung im Nationalsozialismus, versteckten. Als Nazis im Waisenhaus die Bücher jüdischer Autoren verbrennen, macht sich Felix auf die Suche nach seinen Eltern. Auf seinem Weg durch das besetzte Polen freundet er sich mit dem sechsjährigen Mädchen Zelda an, das er aus einem brennenden Haus rettet, als ihre Familie von der polnischen Widerstandsbewegung ermordet wurde, da ihr Vater ein Nazi-Offizier war. Er lernt Barnek kennen, der ihn, Zelda und einige andere Kinder rettet und versteckt, die von den Nazis abtransportiert werden sollen, nachdem die Erwachsenen erschossen wurden. Schließlich finden die Nazis das Versteck. Das Ende der Geschichte bleibt offen, nachdem Felix und Zelda und ein anderes Mädchen aus einem Zugtransport zu einem Konzentrationslager fliehen können, während die Kinder aus Angst mit Barnek im Waggon zurückbleiben.

### Zum Titel
Gegen Ende des Romans sagt Felix, dass er nicht wisse, wie seine Geschichte ausgehen werde. Barnek erwidert, dass jeder es verdient habe, einmal im Leben etwas Gutes zu haben (engl. “... everybody deserves to have something good in their life. At least once.”) Daraufhin sagte Felix: „Ich habe es. Mehr als einmal.“ (engl. “I have. More than once.”)

## Hörspiel
Unter der Regie von Tobias Krebs entstand 2012 beim SWR eine von Cordula Dickmeiß erstellte Hörspielfassung des Romans.

## Auszeichnungen
- 2011 Katholischer Kinder- und Jugendbuchpreis